# Ruman Shana
Mohammad Ruman Shana (bengalisch রুমান সানা Rumān Sānā; geboren am 8. Juni 1995) ist ein bangladeschischer Bogenschütze.
Ruman Shana nimmt seit 2010 an internationalen Wettbewerben im Bogenschießen teil. Im Juni 2019 gewann er die Bronzemedaille bei den Weltmeisterschaften in ’s-Hertogenbosch. Er war damit der erste Bogenschütze seines Landes, der eine Medaille bei einem solchen internationalen Wettbewerb errang. Bereits mit dem Halbfinaleinzug qualifizierte er sich für die Teilnahme an den Olympischen Spielen 2020 in Tokio. Vor ihm hat sich noch nie ein Bogenschütze aus Bangladesch für die Olympischen Spiele qualifiziert. Er erreichte die zweite Runde des Einzelwettbewerbs in Tokio, wo er gegen Duenas Crispin unterlag. Im Mixed belegte er mit Diya Siddique Rang 16.
Beim Asien Cup auf den Philippinen 2019 gewann er die Goldmedaille. Auch hier ist er wieder der erste Sportler seines Landes, der einen solchen Erfolg vorweisen kann. Neben der Goldmedaille im Einzel der Männer errang er beim Asien Cup auch eine Silbermedaille mit der Mannschaft und eine Bronzemedaille im Mixed.